# Куинси, Джон
Джон Куинси (англ. John Quincy; 21 июля 1689 — 13 июля 1767) — американский колониальный политический деятель, дед Эбигейл Адамс, прадед шестого президента США Джона Куинси Адамса.

## Биография
Джон Куинси родился в Бостоне в семье Дэниела Куинси (1651—1690) и Анны Шепард (1663—1708). Вскоре после его рождения семья переехала в Брейнтри и основала усадьбу на горе Волластон на территории современного города Куинси. Дэниел умер, когда Джону был один год; впоследствии его мать вышла замуж за преподобного Мозеса Фиске. Куинси учился в Гарвардском колледже, который окончил в 1708 году.
В 1717 году был избран представлять Брейнтри в Генеральнрм совете Массачусетса, был переизбран в 1719 году и занимал эту должность до 1740 года. С 1729 по 1741 год занимал пост спикера Палаты представителей Массачусетса. В 1741 году Куинси был отстранён от должности, но в 1744 году был возвращён туда, где прослужил ещё четыре года.
Хотя официально Куинси получил звание майора только в колониальной милиции, его часто называли «полковником».

## Семья
3 сентября 1715 года Джон Куинси женился на Элизабет Нортон (1696—1769), дочери Джона Нортона (1650—1716) из Хингема. Вместе у них родилось четверо детей:
- Нортон Куинси (1716—1801), женат на Марте Солсбери (1727—1748)
- Анна Куинси (1719—1799), замужем за Джоном Такстером (1721—1802)
- Элизабет Куинси (1721—1775), замужем за Уильямом Смитом (1707—1783)[3]
- Люси Куинси (1729—1785), замужем за Коттоном Тафтсом (1732—1815)

Его внучка Эбигейл Адамс назвала своего сына, будущего президента Джона Куинси Адамса, в его честь. Через два дня после рождения правнука Куинси умер.

## Память
В его честь был назван город Куинси в штате Массачусетс.